# Баранов Олександр Андрійович
Олександр Андрійович Баранов (23 листопада [4 грудня] 1747, Каргополь — 16 [28] квітня 1819, біля острова Ява) — російський державний діяч, підприємець, перший Головний правитель російських поселень у Північній Америці (1790—1818).

## Біографія
Народився у купецькій сім'ї. Здобув домашню освіту.
До 1780 року займався торгово-промисловими операціями в Каргополі і за його межами: в Олонецькій провінції, Москві, Санкт-Петербурзі.
Переїхавши в 1780 році до Іркутська, придбав два заводи, у тому числі скляний, організував кілька промислових експедицій на північний схід Азії та на Аляску. У 1787 році обраний почесним членом Імператорського Вільного економічного товариства.
У 1790 році прийняв пропозицію промисловця Г. І. Шеліхова очолити управління його Північно-Східною компанією, в 1799 році реорганізованою в Російсько-американську компанію, і став першим Головним правителем Російської Америки.
У період з 1791 по 1804 рік досліджував та описав узбережжя та острови (Архіпелаг Олександра) затоки Аляска.
У 1799 році заснував на острові Сітка форт Ново-архангельськ, переніс туди з Іркутська адміністративний центр Російської Америки. Того ж року імператор Павло I нагородив Баранова іменною золотою медаллю на стрічці Святого Володимира .
У 1802 році отримав чин колезького радника — чин VI класу в Табелі про ранги, що відповідає армійському чину полковника і дає право на спадкове дворянство.
У 1802—1805 роках воював із індіанцями колошами (тлінкітами). У жовтні 1804 року відбив в індіанців захоплений ними в 1802 році острів Сітка та відновив зруйнований форт Ново-архангельськ. У 1807 році за відбиття набігів індіанців був нагороджений орденом Святої Анни 2-го ступеня.
У 1812 році за розпорядженням Баранова в Каліфорнії службовцем компанії комерції-радником Іваном Кусковим заснована російська торгова факторія — Форт-Рос .

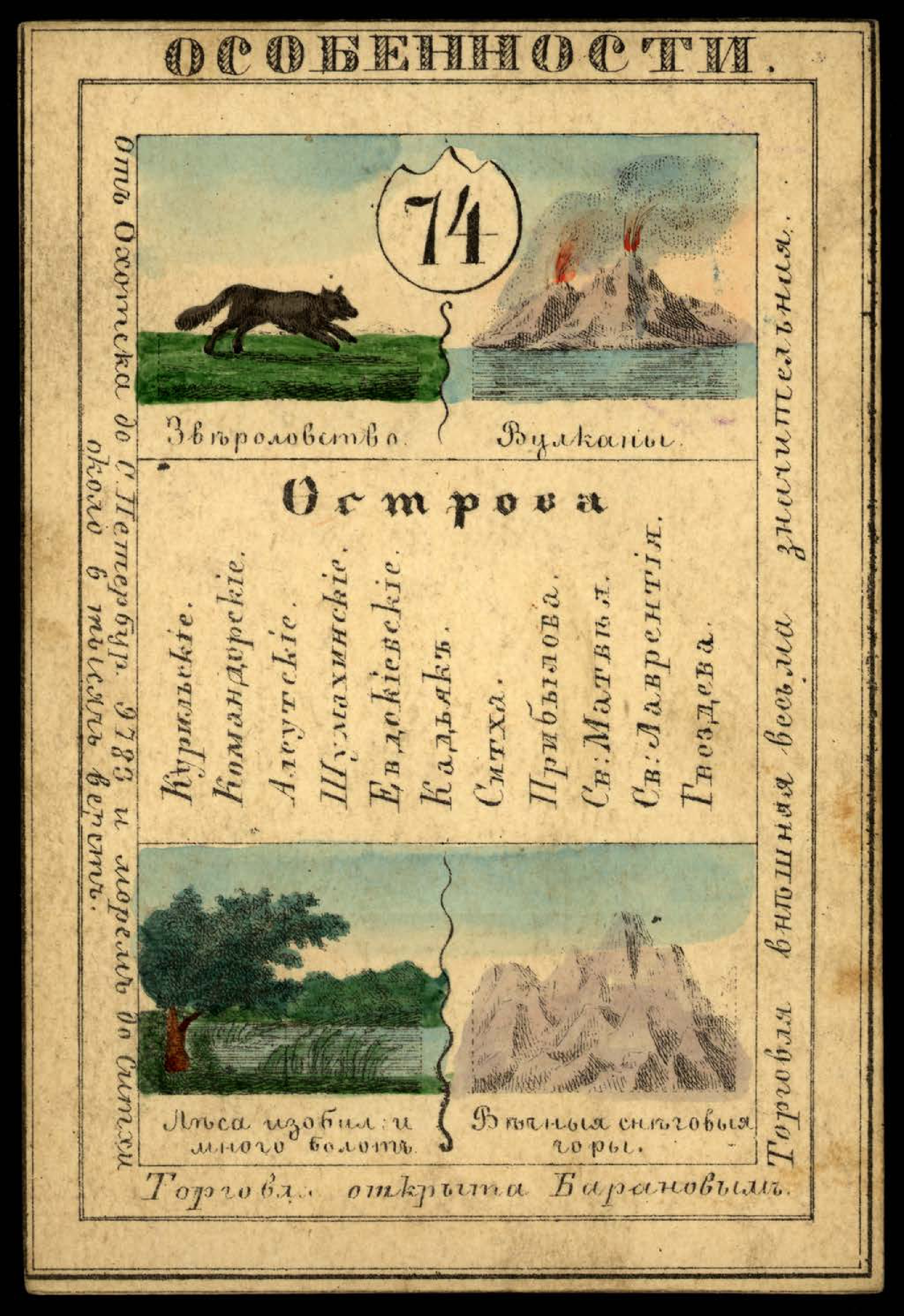
Картка з набору географічних карток Російської імперії, у підписі вказано «Торгівля відкрита Барановим»

Завдяки енергії та адміністративним здібностям Баранова значно розширилися торгові зв'язки російських поселень у Північній Америці з Китаєм й штатами Каліфорнія та Гавай. Було створено нові поселення. Споряджено низку експедицій для обстеження районів Тихоокеанського узбережжя. За 28 років роботи на посаді Головного правителя Російської Америки, крім будівництва укріплених селищ, О. А. Баранов заснував верф, започаткувавши місцеве суднобудування, побудував мідеплавильний завод і школу, організував видобуток вугілля, розширив промисел каланів.
У зв'язку з хворобою в 1818 році залишив посаду правителя і помер у дорозі поблизу острова Ява 16 (28) квітня 1819 року.
Будинок Баранова на острові Кадьяк на Алясці в даний час є історичним музеєм.

## Родина
Батько — Андрій Ілліч, мати — Анна Григорівна. Крім Олександра, у сім'ї було ще троє дітей: син Петро, дочки Євдокія та Васса.
Був двічі одружений: з росіянкою, що залишилася в Росії, і з дочкою індіанського (за іншими даними алеутського) вождя. Баранов усиновив дітей першої дружини Матрьони Олександрівни Маркової від першого шлюбу. У другому шлюбі народилося троє дітей: син Антипатр (нар. 1795) та дві дочки Ірина (нар. 1804) та Катерина (нар. 1808).

## Пам'ять
- Іменем Баранова названі: острів в архіпелазі Олександра, бухта Олександр на Тихоокеанському узбережжі Північної Америки, острів у шхерах Мініна (Карське море), гора та мис на острові Сахалін.
- Одне із транспортних суден проєкту «Ліберті» носило назву SS Alexander Baranof.
- 25 жовтня 1989 року в центрі міста Сітка було встановлено пам'ятник О. А. Баранову (подарунок від приватних осіб Ллойда та Барбари Геймс. Перед установкою невідомі відрізали йому ніс, але пізніше відновлений[3]. У 2020 році в ході протестів руху BLM та інших організацій лівої ідеології в США зазнали демонтажу та руйнування пам'ятники історичним постатям, які, на думку протестувальників, практикували расизм. Міська рада Сітки 14 липня 2020 року вирішила перемістити пам'ятник О. А. Баранову із центру міста до історичного музею. Про це йдеться в резолюції, ухваленій на його засіданні[4].
- До 250-річчя від дня народження Баранова було встановлено пам'ятник у Каргополі (липень 1997 року).
- У 1991 році в СРСР випущено поштову марку, присвячену Баранову та було випущено пам'ятну монету з паладію в серії «250 років відкриття Російської Америки» із зображенням Баранова.
- Олександр Баранов — герой романів Івана Кратта «Великий океан» (1941-49), «Острів Баранова» (1945) і «Колонія Росс» (1951).
- У 1980 році у видавництві «Детская литература» вийшла історична повість Костянтина Бадигіна «Ключі від зачарованого замку», де О. А. Баранов — один із головних дійових персонажів.
- О. А. Баранов — один із головних героїв історичної повісті Михайла Казовського «Російські Гаваї» (вийшла у 2016 році у видавництві «Подвиг»).

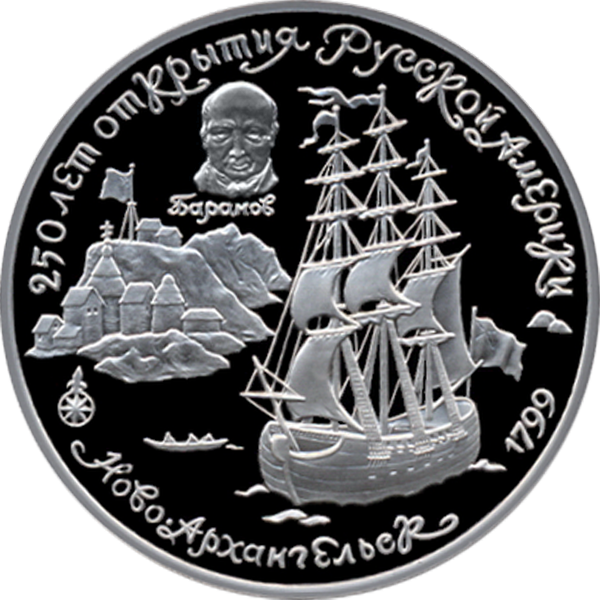
Баранов і Ново-Архангельськ на пам'ятній монеті СРСР 1991 року з паладію із серії «250 років відкриття Російської Америки»
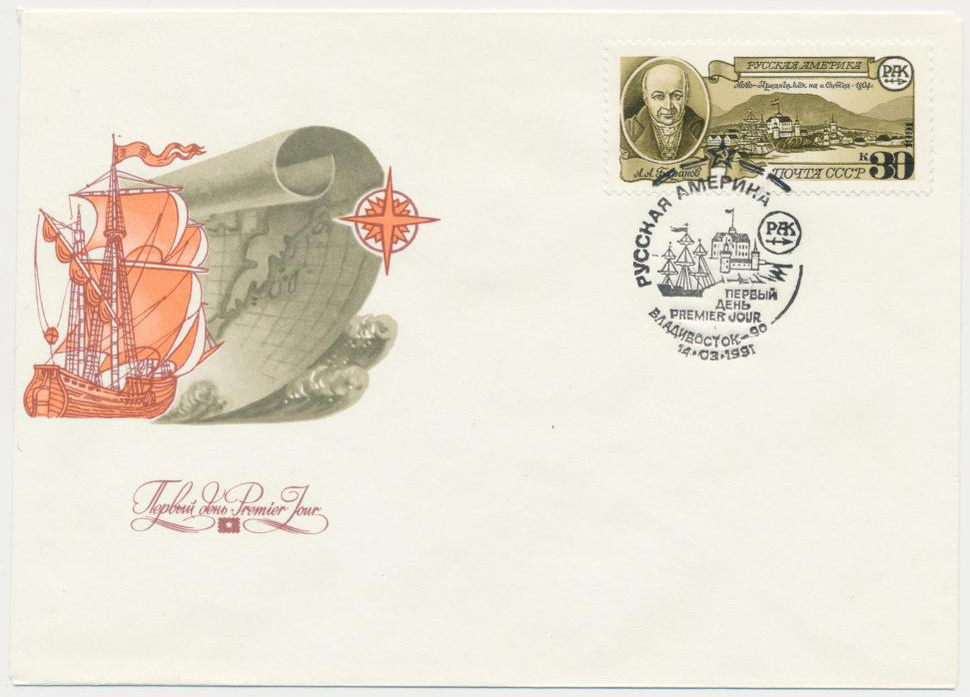
Баранов на поштовому конверті СРСР, 1991 рік